# Cybaeus silicis
Cybaeus silicis är en spindelart som beskrevs av Barrows 1919. Cybaeus silicis ingår i släktet Cybaeus och familjen vattenspindlar. Inga underarter finns listade i Catalogue of Life.